# Zarnsdorf
Zarnsdorf ist eine Ortschaft und eine Katastralgemeinde der Gemeinde Wolfpassing in Niederösterreich.

## Geografie
Das Dorf liegt östlich von Wolfpassing im Kleinen Erlauftal und entstand vermutlich im 10. Jahrhundert im Zuge der Bajuwarischen Landnahme. Ursprünglich als Straßendorf angelegt, befindet sich das Dorf aber nun südlich der Durchzugsstraße, denn mittlerweile wurde die Dorfstraße durch die außen vorbeiführende Landesstraße L96 ersetzt. Heute ist besonders der westliche Teil von Zarnsdorf durch eine rege Siedlungstätigkeit gekennzeichnet. 

## Geschichte
Laut Adressbuch von Österreich waren im Jahr 1938 in der Ortsgemeinde Zarnsdorf zwei Gastwirte, ein Gemischtwarenhändler, ein Glaser, zwei Müller mit Sägewerk, ein Schmied, ein Tischler, ein Wagner und einige Landwirte ansässig.

## Siedlungsentwicklung
Zum Jahreswechsel 1979/1980 befanden sich in der Katastralgemeinde Zarnsdorf insgesamt 81 Bauflächen mit 27.206 m² und 123 Gärten auf 150.171 m², 1989/1990 gab es 81 Bauflächen. 1999/2000 war die Zahl der Bauflächen auf 121 angewachsen und 2009/2010 bestanden 137 Gebäude auf 284 Bauflächen.

## Bodennutzung
Die Katastralgemeinde ist landwirtschaftlich geprägt. 258 Hektar wurden zum Jahreswechsel 1979/1980 landwirtschaftlich genutzt und 38 Hektar waren forstwirtschaftlich geführte Waldflächen. 1999/2000 wurde auf 271 Hektar Landwirtschaft betrieben und 39 Hektar waren als forstwirtschaftlich genutzte Flächen ausgewiesen. Ende 2018 waren 235 Hektar als landwirtschaftliche Flächen genutzt und Forstwirtschaft wurde auf 40 Hektar betrieben. Die durchschnittliche Bodenklimazahl von Zarnsdorf beträgt 61,8 (Stand 2010).